# 増田千次郎
増田 千次郎（ますだ せんじろう、1945年7月1日 - ）は、日本の建築家。芝浦工業大学工学部建築学科特任教授。静岡市出身。

## 経歴
1964年、静岡県立静岡高等学校卒業。芝浦工業大学工学部建築学科卒業。1978年に増田千次郎建築事務所を設立。専門分野は、伝統的建造物調査や木造建築の設計。2000年に日本建築学会業績賞、文化財保護法制定50周年記念文化功労文部大臣賞、静岡県都市景観賞、2005年にUNESCO太平洋アジア地区文化遺産保存賞を受賞。